# Phlox nivalis
Phlox nivalis är en blågullsväxtart. Phlox nivalis ingår i släktet floxar, och familjen blågullsväxter.

## Underarter
Arten delas in i följande underarter:
- P. n. hentzii
- P. n. nivalis
- P. n. texensis

## Bildgalleri

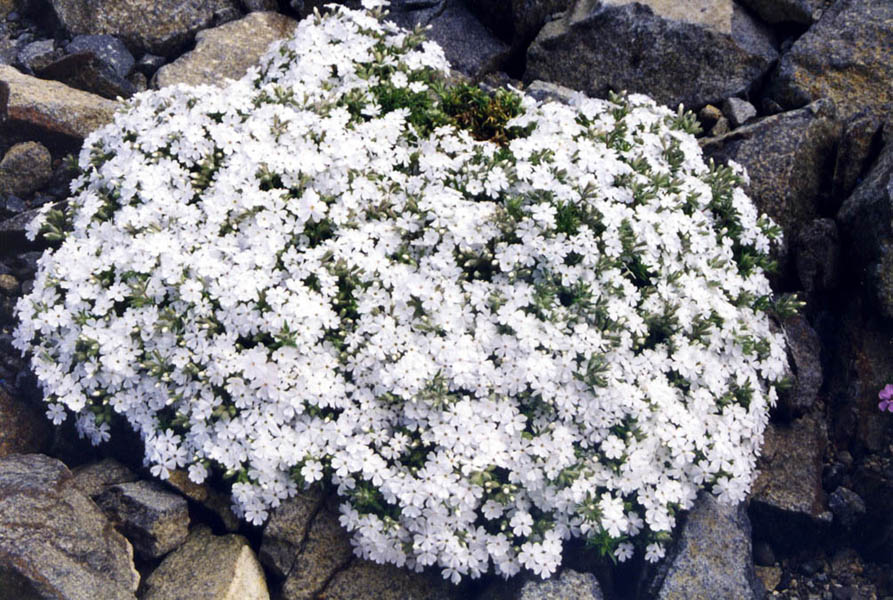